# Ichapore
Ichapore o Ichapur, antiga Bankibazar, en bengalí: ইছাপুর, és una ciutat de l'Índia a Bengala Occidental, prop de Barrackpore a la riba del Ganges, amb una població d'uns 100.000 habitants. És coneguda per ser fàbrica d'armes.
Fou el principal establiment de la Companyia d'Oostende, que va rebre patent imperial austríaca el 1722 amb un capital de sis milions de florins. La companyia va fundar dos establiments: Coblong o Covelong (entre Chennai, dels britànics, i Sadras, dels neerlandesos) a la costa sud-est, i Bankipur o Bankibazar entre la neerlandesa Chinsura i la britànica Calcuta, a Bengala.
El lloc era envejat pels francesos, anglesos i neerlandesos, i al mateix temps els austriacs miraven als establiments francesos de Pondichery i Chandarnagar. Però quan Àustria va tenir interès en el reconeixement pels europeus de la Pragmatica Sanció el 1727, la patent fou suspesa per set (1727) i la companyia sacrificada (encara que formalment només fou una suspensió temporal). El 1733 el general i fawjadar mogol de Hoogly, instigat per francesos i anglesos, va assetjar la factoria situada a uns vuit quilòmetre sota Hooghly-Chinsurah a la riba oposada del riu, i la guarnició (14 persones), que no podia esperar suport extern, va abandonar el lloc i va retornar a Europa. El nawab van tenir residència al barri de Nawabganj. Un segon intent de la companyia va acabar amb la seva definitiva expulsió el 1744. La companyia d'Oostende va fer fallida el 1784 i fou abolida el 1793.